# Volk z Wall Streeta
Volk z Wall Streeta (angleško The Wolf of Wall Street) je ameriška biografska kriminalna črna komedija iz leta 2013, ki jo je režiral Martin Scorsese po scenariju Terencea Winterja. Film je posnet po spominih Jordana Belforta The Wolf of Wall Street iz leta 2007, kjer opisuje svojo kariero borznega posrednika v New Yorku in kako se je njegovo podjetje Stratton Oakmont zapletlo v nebrzdano korupcijo in prevare na Wall Streetu. Leonardo DiCaprio, ki je film tudi produciral, nastopa v glavni vlogi kot Belfort, Jonah Hill kot njegov poslovni partner in prijatelj Donnie Azoff, Margot Robbie kot njegova žena Naomi Lapaglia in Kyle Chandler kot agent FBI Patrick Denham, ki poskuša razkrinkati Belforta. V stranski vlogi nastopi tudi Katarina Čas. To je že peto režisersko sodelovanje Scorseseja in DiCapria po filmih Tolpe New Yorka (2002), Letalec (2004), Dvojna igra (2006) in Zlovešči otok (2010), z Winterjem pa drugo po televizijski seriji Boardwalk Empire (2010–14).
Film je bil premierno prikazan 17. decembra 2013 v New Yorku in osem dni kasneje druge po ZDA pod distribucijo Paramount Pictures, kot prvi film je bil izdan v celoti prek digitalne distribucije. Finančno je bil zelo uspešen in s 392 milijoni USD prihodkov postal Scorsesejev najdonosnejši film. Obenem je tudi povzročal polemike zaradi nejasnega moralnega odnosa do prikazanih dogodkov, jasnih prizorov spolnosti, pretiranega preklinjanja in prikaza uporabe trdih drog. Vpisal se je celo v Guinnessovo knjigo rekordov za največ uporabljenih kletvic v filmu.
Kritiki so film ocenili večinoma pozitivno, pohvalili so Scorsesejevo režijo, komično igro DiCapria ter hiter in dosleden humor. Očitali pa so mu poveličevanje zloglasnih oseb in nemoralnega vedenja v filmu. Na 86. podelitvi je bil nominiran za oskarja v petih kategorijah, za najboljši film, najboljšo režijo, najboljši prirejeni scenarij, najboljšega igralca (DiCaprio) in najboljšega stranskega igralca (Hill). DiCaprio je osvojil zlati globus za najboljšega igralca v muzikalu ali komediji, film je bil tudi nominiran za najboljši muzikal ali komedijo.

## Vloge
- Leonardo DiCaprio kot Jordan Belfort[6]
- Jonah Hill kot Donnie Azoff[6]
- Margot Robbie kot Naomi Lapaglia[6]
- Kyle Chandler kot Patrick Denham[6]
- Rob Reiner kot Max Belfort[6]
- Jon Bernthal kot Brad Bodnick[6]
- Matthew McConaughey kot Mark Hanna[6]
- Jon Favreau kot Manny Riskin[6]
- Jean Dujardin kot Jean-Jacques Saurel[6]
- Joanna Lumley kot Aunt Emma[6]
- Cristin Milioti kot Teresa Petrillo[6]
- Aya Cash kot Janet[6]
- Christine Ebersole kot Leah Belfort[6]
- Shea Whigham kot kapitan Ted Beecham[6]
- Katarina Čas kot Chantalle Bodnick[6]
- Stephanie Kurtzuba kot Kimmie Belzer[7]
- P. J. Byrne kot Nicky Koskoff[6]
- Kenneth Choi kot Chester Ming[6]
- Brian Sacca kot Robbie Feinberg[8]
- Henry Zebrowski kot Alden Kupferberg[9]
- Ethan Suplee kot Toby Welch[6]
- Jake Hoffman kot Steve Madden[6]
- Mackenzie Meehan kot Hildy Azoff[10]
- Bo Dietl kot on sam[11]
- Jordan Belfort kot voditelj Auckland Straight Line[7]